# Loogfels Nr. 101

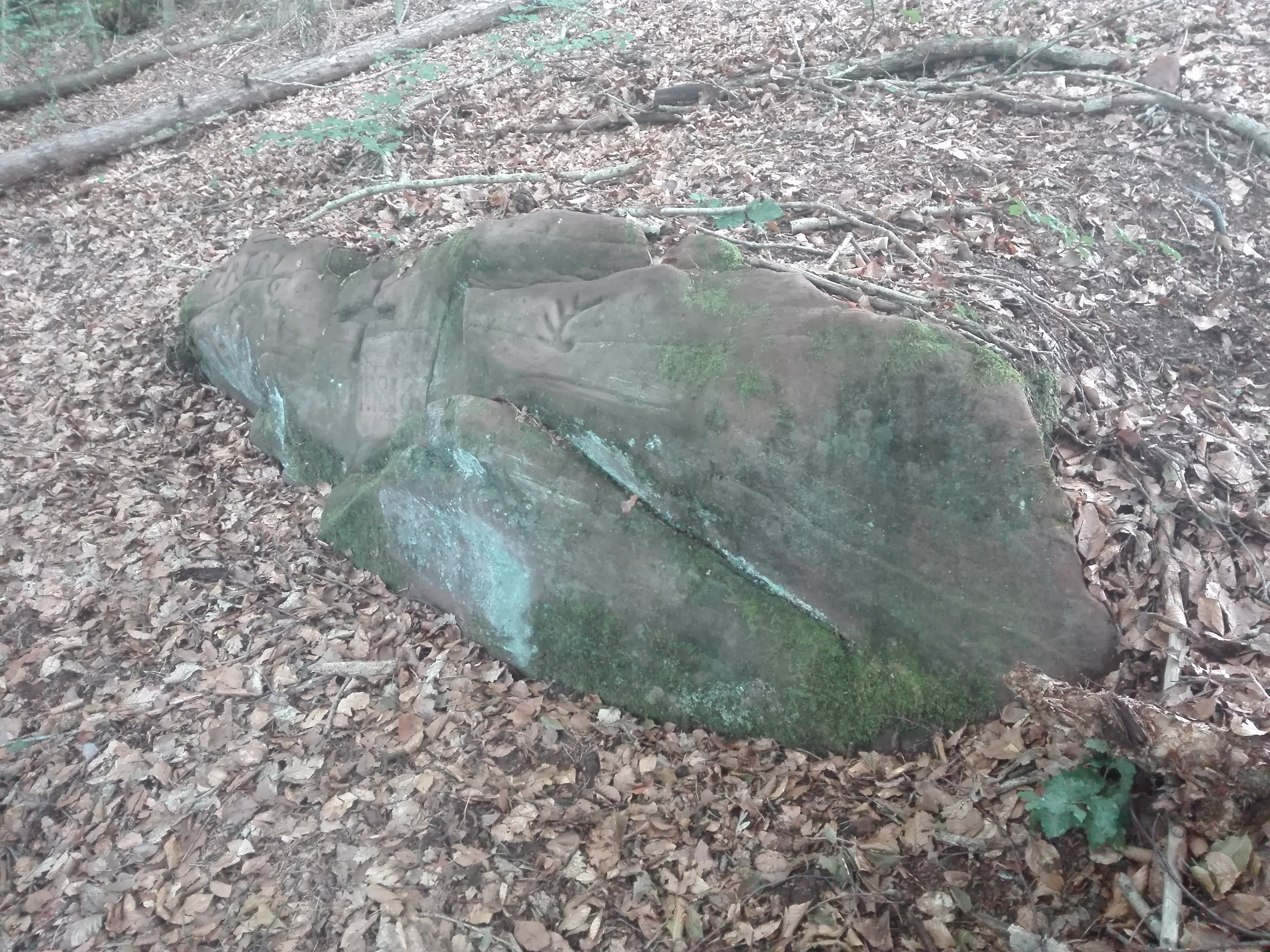
Loogfels Nr. 101

Der Loogfels Nr. 101, im Volksmund auch Nonnenbrunz genannt, ist ein in der Denkmalliste des Landes Rheinland-Pfalz als Einzeldenkmal eingetragener Loogfels. Solche Felsen wurden mit Einkerbungen versehen, beispielsweise mit Wappen oder Piktogrammen, um eine Grenze zu bezeichnen.

## Geographische Lage
Der Grenzfels liegt im Pfälzerwald an der Gemarkungsgrenze zwischen Deidesheim und Lindenberg (Pfalz), ca. 600 m nordwestlich des Lambrechter Stadtteils Karl-Rauch-Siedlung. Der Stein ist auf einer Höhe von 443 m ü. NHN am oberen Ende des Dörrentals gelegen, etwas unterhalb eines alten Wegs, der sich in einem schlechten Zustand befindet. Etwa 125 m weiter südwestlich befindet sich ein weiterer Loogfels, mit der Nummer 102.
Der Dreimark-Loogfels Nr. 101 bezeichnete einst die Grenze zwischen Deidesheim, Grevenhausen, die zum Hochstift Speyer gehörten, sowie Lindenberg (Herrschaft Hirschhorn); die Grenze zwischen Lindenberg und Lambrecht, zu dem Grevenhausen mittlerweile gehört, verläuft heute dagegen ein wenig weiter westlich.

## Bezeichnungen

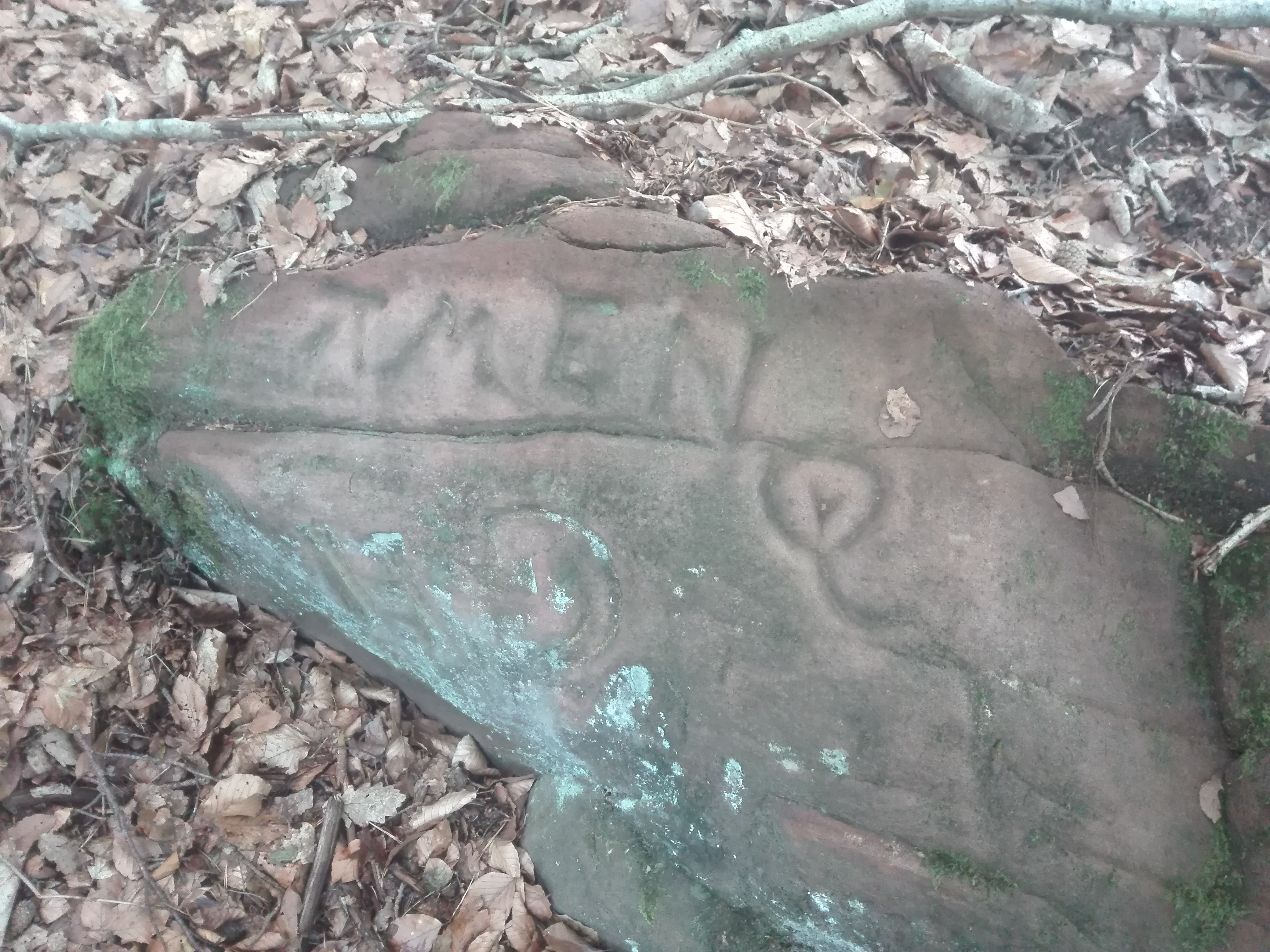
Die Endmarke „AMEN“, das Kürzel GH, sowie der Buchstabe Q

Der Loogfels wurde 1545 erstmals erwähnt, auf diesem sind folgende Zeichen eingelassen:
- Die Zahl 101 ist eine Deidesheimer Grenzsteinnummer
- Das um einen kleinen Querbalken erweiterte Kreuz ist das Deidesheimer Waldloogzeichen
- Das Kürzel „GH“ steht für Grevenhausen
- Die Hirschstange steht für Hirschhorn-Lindenberg
- Der Buchstabe „Q“ ist ein Nummerierungszeichen
- AMEN ist eine Endmarke
- 1818 ist eine Jahreszahl